# Alejandro Solano Rodríguez
Alejandro Solano Rodríguez (Heredia, 1 de abril de 1978) es un artista marcial mixto costarricense retirado y entrenador de MMA que compitió en la división de peso ligero.
Tras su retiro, Solano Rodríguez ascendió como el presidente de la Federación de Artes Marciales Mixtas de Costa Rica, además de fundar la promoción Mandarina Fights.

## Carrera de artes marciales mixtas

### Carrera temprana
Solano Rodríguez hizo su debut en promociones regionales de Costa Rica en el año 2005. Tras siete años en los que acumuló 16 victorias, 5 derrotas y una pelea que terminó sin resultado, el primer gran reto sería Bitetti Combat 7. En el evento Bitetti Combat 7, se enfrentó a Cristiano Marcello, logrando una histórica victoria para el MMA Costarricense.
Posteriormente fichó por Calvo Promotions, obteniendo seis de siete victorias, incluyendo tres ante los mexicanos Rodolfo Rubio (que años después competiría en UFC), Alejandro Flores García (futuro competidor de PFL) y Sergio Cossio (que años después sería campeón mundial de LUX).

### LUX Fight League
Solano Rodríguez, a los 41 años de edad, tuvo su única pelea en LUX Fight League al enfrentarse a Diego Lopes por el inaugural Campeonato de Peso Ligero de LUX el 30 de agosto de 2019 en LUX 006. Perdió la pelea por decisión unánime.

### Última pelea
Solano Rodríguez se enfrentó a Édgar Delgado el 15 de febrero de 2020 en la promoción Mandarina Fights fundada por él mismo. Perdió la pelea por decisión unánime en la que sería su combate de retiro.

## Récord en artes marciales mixtas
| Récord profesional | Récord profesional | Récord profesional |
| 46 peleas          | 29 victorias       | 16 derrotas        |
| ------------------ | ------------------ | ------------------ |
| Nocaut             | 14                 | 0                  |
| Sumisión           | 9                  | 4                  |
| Decisión           | 6                  | 11                 |
| Descalificación    | 0                  | 1                  |
| Sin resultado      | 1                  | 1                  |

| Resultado     | Récord    | Oponente                   | Método                      | Evento                                | Fecha                    | Ronda | Tiempo | Localización     | Notas                                   |
| ------------- | --------- | -------------------------- | --------------------------- | ------------------------------------- | ------------------------ | ----- | ------ | ---------------- | --------------------------------------- |
| Derrota       | 29–16 (1) | Édgar Delgado              | Decisión (unánime)          | Mandarina Fights 20                   | 15 de febrero de 2020    | 3     | 5:00   | Heredia          |                                         |
| Derrota       | 29–15 (1) | Diego Lopes                | Decisión (unánime)          | LUX 006                               | 30 de agosto de 2019     | 5     | 5:00   | Monterrey        | Por el Campeonato de Peso Pluma de LUX. |
| Victoria      | 29–14 (1) | Leonardo Morales           | TKO (golpes)                | Pinolero Mortal Kombat 2              | 16 de diciembre de 2017  | 3     | 3:18   | Managua          |                                         |
| Victoria      | 28–14 (1) | Yasser Castillo            | Sumisión (armbar)           | Nicaraguan Fighting Championship 40   | 27 de octubre de 2017    | 2     | 4:16   | Managua          |                                         |
| Derrota       | 27–14 (1) | Magomed Yunusilau          | Sumisión (rear-naked choke) | Fight Nights Global                   | 24 de agosto de 2017     | 1     | 4:46   | Sochi            |                                         |
| Derrota       | 27–13 (1) | Salman Zhamaldaev          | Decisión (unánime)          | WFCA 38                               | 21 de mayo de 2017       | 3     | 5:00   | Grozni           |                                         |
| Victoria      | 27–12 (1) | Sergio Cossio              | Sumisión (guillotine choke) | Calvo Promotions 13                   | 4 de mayo de 2017        | 3     | 2:14   | San José         |                                         |
| Victoria      | 26–12 (1) | Alejandro Flores García    | Sumisión (guillotine choke) | Calvo Promotions 12                   | 6 de diciembre de 2016   | 3     | 2:20   | San José         |                                         |
| Victoria      | 25–12 (1) | Antonio Duarte             | TKO (paro médico)           | Calvo Promotions 8                    | 10 de diciembre de 2015  | 1     | 1:41   | San José         |                                         |
| Victoria      | 24–12 (1) | Rodolfo Rubio              | TKO (retiro)                | Calvo Promotions 6                    | 23 de julio de 2015      | 3     | 1:30   | San José         |                                         |
| Derrota       | 23–12 (1) | Ricardo Tirloni            | Decisión (unánime)          | Calvo Promotions 5                    | 23 de abril de 2015      | 3     | 5:00   | San José         |                                         |
| Victoria      | 23–11 (1) | Edgar Pérez Luna           | Decisión (unánime)          | Calvo Promotions 4                    | 4 de diciembre de 2014   | 3     | 5:00   | San José         |                                         |
| Victoria      | 22–11 (1) | J.P. Reese                 | Sumisión (guillotine choke) | Calvo Promotions 3                    | 1 de octubre de 2014     | 3     | 2:57   | San José         |                                         |
| Victoria      | 21–11 (1) | Iuri Silva Leal            | Decisión (dividida)         | Xtreme Kombat                         | 20 de septiembre de 2014 | 5     | 5:00   | Ciudad de México |                                         |
| Derrota       | 20–11 (1) | Luciano Azevedo            | Decisión (unánime)          | Shooto Brazil 49                      | 24 de agosto de 2014     | 3     | 5:00   | Río de Janeiro   |                                         |
| Derrota       | 20–10 (1) | Junior Assuncao            | Decisión (unánime)          | XFC International 5                   | 7 de junio de 2014       | 3     | 5:00   | São Paulo        |                                         |
| Derrota       | 20–9 (1)  | Akbarh Arreola             | Sumisión (rear-naked choke) | CRMMA 1                               | 22 de marzo de 2014      | 2     | 1:42   | Heredia          |                                         |
| Victoria      | 20–8 (1)  | Evan Vásquez Matus         | Decisión (dividida)         | CRF 7                                 | 11 de diciembre de 2013  | 3     | 5:00   | San José         |                                         |
| Victoria      | 19–8 (1)  | Ludwing Salazar            | TKO (golpes)                | CRF 5                                 | 8 de agosto de 2013      | 1     | 4:57   | San José         |                                         |
| Victoria      | 18–8 (1)  | Bruno González             | TKO (golpes)                | CRF 4                                 | 30 de mayo de 2013       | 1     | 4:03   | San José         |                                         |
| Derrota       | 17–8 (1)  | Gor Harutunian             | Sumisión (armbar)           | La Nuit des Defis 1                   | 12 de abril de 2013      | 1     | 0:45   | Béziers          |                                         |
| Victoria      | 17–7 (1)  | Eriko Vásquez              | Sumisión (guillotine choke) | CRF 1                                 | 24 de enero de 2013      | 1     | 2:23   | San José         |                                         |
| Derrota       | 16–7 (1)  | Deivison Francisco Ribeiro | Decisión (unánime)          | Jungle Fight 45                       | 15 de noviembre de 2012  | 3     | 5:00   | Belem            |                                         |
| Derrota       | 16–6 (1)  | Ronys Torres               | Decisión (unánime)          | Shooto Brazil 33                      | 25 de agosto de 2012     | 3     | 5:00   | Río de Janeiro   |                                         |
| Victoria      | 16–5 (1)  | Jorge López                | TKO (golpes)                | LAFL - Fight Champions Cup            | 16 de junio de 2012      | 2     | 5:00   | San José         |                                         |
| Derrota       | 15–5 (1)  | John Gunderson             | Sumisión (kimura)           | XVT 5: Franca vs. Kheder              | 19 de diciembre de 2010  | 1     | 1:34   | Cartago          |                                         |
| Victoria      | 15–4 (1)  | Anael López                | TKO (golpes)                | Nemesis Fighting: MMA Global Invasion | 11 de diciembre de 2010  | 2     | 2:05   | Punta Cana       |                                         |
| Victoria      | 14–4 (1)  | Sebastien Garguier         | KO (golpe)                  | FiteNite 14                           | 8 de noviembre de 2010   | 1     | 2:09   | Zapote           |                                         |
| Sin resultado | 13–4 (1)  | Evan Vásquez Matus         | NC                          | FN - Costa Rica FiteNite              | 1 de septiembre de 2010  | 1     | 1:00   | San José         |                                         |
| Victoria      | 13–4      | Cristiano Marcello         | TKO (golpes)                | Bitetti Combat 7                      | 28 de mayo de 2010       | 2     | 2:58   | Río de Janeiro   |                                         |
| Victoria      | 12–4      | Elton Brown                | Sumisión (armbar)           | FN Costa Rica FiteNite                | 15 de marzo de 2010      | 1     | 2:25   | San José         |                                         |
| Victoria      | 11–4      | Fernando Martínez          | TKO (golpes)                | Fite Nite: Noche de Campeones         | 19 de septiembre de 2009 | 1     | 3:31   | Desamparados     |                                         |
| Victoria      | 10–4      | Matias Vásquez             | TKO (retiro)                | Fite Nite: Sin Límites                | 13 de junio de 2009      | 2     | 5:00   | Cariari          |                                         |
| Victoria      | 9–4       | Andrés Oliveira            | Decisión (unánime)          | Fite Nite: Sin Límites                | 13 de junio de 2009      | 2     | 5:00   | Cariari          |                                         |
| Victoria      | 8–4       | Humberto Brown             | Sumisión (rear-naked choke) | Fite Nite: Sin Límites                | 13 de junio de 2009      | 1     | 3:10   | Cariari          |                                         |
| Victoria      | 7–4       | Harris Norwood             | Sumisión (rear-naked choke) | Fite Nite: Guerreros en la Torre      | 4 de abril de 2009       | 3     | 4:05   | Cariari          |                                         |
| Derrota       | 6–4       | Ferrid Kheder              | Decisión (unánime)          | FN - Fite Nite                        | 5 de diciembre de 2008   | 3     | 5:00   | Desamparados     |                                         |
| Victoria      | 6–3       | Brent Carraway             | TKO (golpes)                | Warriors Fighting Championship        | 24 de octubre de 2008    | 1     | 2:21   | Desamparados     |                                         |
| Victoria      | 5–3       | Leonardo González          | Sumisión (armbar)           | FN - Chaos in the City                | 5 de septiembre de 2008  | 2     | 0:00   | Zapote           |                                         |
| Derrota       | 4–3       | Allen Marin                | Decisión (dividida)         | Costa Rica Fights 11                  | 28 de septiembre de 2007 | 5     | 5:00   | Costa Rica       |                                         |
| Victoria      | 4–2       | John Murphy                | Decisión (mayoritaria)      | Costa Rica Fights 10                  | 28 de junio de 2007      | 3     | 5:00   | San José         |                                         |
| Victoria      | 3–2       | Magdy Villalobos           | TKO                         | Titans of the Pentagon                | 28 de abril de 2007      | 2     | 1:30   | Costa Rica       |                                         |
| Derrota       | 2–2       | Juan Barrantes             | Decisión (unánime)          | Costa Rica Fights 8                   | 1 de diciembre de 2006   | 3     | 5:00   | Costa Rica       |                                         |
| Derrota       | 1–1       | James Sutcliff             | DQ                          | Costa Rica Fights 5                   | 10 de abril de 2006      | 1     | 0:00   | Costa Rica       |                                         |
| Victoria      | 2–0       | Eric Morel                 | Decisión (unánime)          | Costa Rica Fights 4                   | 3 de febrero de 2006     | 2     | 5:00   | Costa Rica       |                                         |
| Victoria      | 1–0       | Allen Marin                | TKO (golpes)                | Costa Rica Fights 3                   | 2 de diciembre de 2005   | 2     | 4:36   | Costa Rica       |                                         |